# Trappistinnenkloster Ampibanjinana
Das Trappistinnenkloster Ampibanjinana ist seit 1996 ein Kloster der Trappistinnen in Fianarantsoa in Madagaskar.

## Geschichte
Nonnen des Klosters Campénéac gründeten 1996 ein Tochterkloster in Madagaskar, wo bereits seit 1958 das Männerkloster Maromby bestand. Das Kloster mit Namen Monastera Masina Maria wurde 2004 zum Priorat erhoben. Es liegt 16 km vom Zentrum von Fianarantsoa entfernt.
Oberinnen:
- Anne-Marie Gillot (1996–2016)
- Agnès Brugère (seit 2016)